# David Douglas Wagener
David Douglas Wagener (* 11. Oktober 1792 in Easton, Pennsylvania; † 1. Oktober 1860 ebenda) war ein US-amerikanischer Politiker. Zwischen 1833 und 1841 vertrat er den Bundesstaat Pennsylvania im US-Repräsentantenhaus.

## Werdegang
David Wagener besuchte die öffentlichen Schulen seiner Heimat. Zwischen 1816 und 1829 war er Hauptmann bei der Miliz von Easton (Easton Union Guards). Danach arbeitete er in verschiedenen Bereichen wie der Landwirtschaft oder dem Bankgewerbe. Außerdem war er auch im Handel tätig. In den 1820er Jahren schloss er sich der Bewegung um den späteren Präsidenten Andrew Jackson an und wurde Mitglied der von diesem 1828 gegründeten Demokratischen Partei. Zwischen 1828 und 1832 saß er als Abgeordneter im Repräsentantenhaus von Pennsylvania.
Bei den Kongresswahlen des Jahres 1832 wurde Wagener im siebten Wahlbezirk von Pennsylvania in das US-Repräsentantenhaus in Washington, D.C. gewählt, wo er am 4. März 1833 die Nachfolge von Henry King antrat, der in den elften Distrikt wechselte. Nach drei Wiederwahlen konnte er bis zum 3. März 1841 vier Legislaturperioden im Kongress absolvieren. Von 1837 bis 1839 war er Vorsitzender des Committee on Militia. Seit dem Amtsantritt von Präsident Jackson im Jahr 1829 wurde innerhalb und außerhalb des Kongresses heftig über dessen Politik diskutiert. Dabei ging es um die umstrittene Durchsetzung des Indian Removal Act, den Konflikt mit dem Staat South Carolina, der in der Nullifikationskrise gipfelte, und die Bankenpolitik des Präsidenten.
Nach dem Ende seiner Zeit im US-Repräsentantenhaus nahm David Wagener seine früheren Tätigkeiten wieder auf. Im Jahr 1852 gründete er die Easton Bank, deren Präsident er bis zu seinem Tod am 1. Oktober 1860 war.